# Central Park Towers
Cet article court présente un sujet plus développé dans : Arady Office Tower et Arady Residential Tower.
Les Central Park Towers sont deux gratte-ciel construits en 2015 à Dubaï aux Émirats arabes unis :
- l’Arady Office Tower mesure 237 mètres et comprend 49 étages,
- l’Arady Residential Tower mesure 215 mètres et comprend 51 étages.

Les tours sont situées dans l'angle sud-ouest du centre financier international de Dubaï. Les zones entourant les Central Park Towers abritent d'autres gratte-ciel, dont The Index.